# Lina Johansson (fotbollsspelare född 1981)
Lina Johanna Johansson, född 18 juni 1981, är en fotbollsspelare från Sverige (anfallare) som spelat elva säsonger i Sunnanå SK från 1998 till 2009. Hon gjorde 28 allsvenska mål för Sunnanå säsongerna 2004 till 2008. Johansson spelade i en A-lagsmatch för det svenska damlandslaget, fyra matcher för Sveriges U21, tretton matcher för Sveriges U19 och sju matcher för Sveriges U17.